# Aufwendung
Aufwendung ist ein Rechtsbegriff, der in vielen Rechtsgebieten vorkommt und die freiwillige Einbuße von Vermögenswerten einschließlich der Eingehung von Verbindlichkeiten im Interesse eines anderen Rechtssubjekts umschreibt. 

## Allgemeines
Eine unfreiwillige Einbuße von Vermögenswerten wird Schaden genannt, der rechtlich aber keine Aufwendung darstellt. Diese Unterscheidung geht auf Andreas von Tuhr zurück, als er 1895 den Schaden als Vermögensnachteil ansah, „den jemand ohne sein eigenes Zutun und gegen seinen Willen erlitten hat, Regress wird genommen für einen Nachteil, den man sich freiwillig im fremden Interesse zugefügt hat“. Die Freiwilligkeit einer Aufwendung ist auch gewahrt, wenn zur Vornahme der Aufwendung eine Rechtspflicht besteht.
Im Bilanzrecht, Handelsrecht und Rechnungswesen kommt Aufwendung ebenfalls vor. Gemeint ist hier aber das verwandte Wort Aufwand, dessen Plural Aufwände heißt; meist wird jedoch als Plural Aufwendungen benutzt und hierdurch eine unbegründete Nähe zum Rechtsbegriff hergestellt.  

## Etymologie
Die Begriffe Aufwendung und Aufwand weisen sowohl eine unterschiedliche Begriffsgeschichte als auch unterschiedliche Begriffsinhalte auf. Während noch die erste Auflage des Deutschen Wörterbuchs der Brüder Grimm aus 1854 das Wort Aufwendung nicht enthielt, wies es bei dem Wort Aufwand darauf hin, dass dieses bei Kaspar Stieler 1691 noch nicht enthalten war, gibt die zweite Auflage als Erstbeleg für Aufwendung eine Quelle aus 1542 an. Aufwendung tauchte ersichtlich erstmals im Jahre 1726 in der Gräflich-Leiningen-Grünstadtischen Successions- und Teilungsverordnung auf, das Wort Aufwand erst 1738 in einem Rechtslexikon.
Das Allgemeine Preußische Landrecht (APL) vom Juni 1794 entschied sich für Aufwand: „Der Machtgeber [Auftraggeber, d. Verf.] muss den Bevollmächtigten für allen bei dem Geschäfte gemachten Aufwand, insofern derselbe nötig und nützlich gewesen, entschädigen“ (I 13, § 65 APL). Auch das österreichische ABGB vom Januar 1811 bevorzugte den Begriff Aufwand. Später setzte sich die Aufwendung durch, als im Juni 1881 das Schweizer Obligationenrecht und im Januar 1900 das BGB sie übernahmen.

## Rechtsfragen
Nach § 284 BGB kann der Gläubiger bei einer Leistungsstörung anstelle des Schadensersatzes statt der Leistung Ersatz der Aufwendungen verlangen, die er im Vertrauen auf den Erhalt der Leistung gemacht hat und billigerweise machen durfte. Dieser Aufwendungsersatz ist beschränkt, so dass nicht alle Aufwendungen ersatzfähig sind. „Hat ein Käufer Aufwendungen zur Erlangung der Gegenleistung gemacht, so bemisst sich sein Schaden nach der Vermögenseinbuße, die er dadurch erleidet, dass Aufwendungen nicht mehr rückgängig gemacht werden können und sich als nutzlos erweisen“.
Der Verkäufer hat gemäß § 439 Abs. 2 BGB bei einem Kaufvertrag die zum Zwecke der Nacherfüllung erforderlichen Aufwendungen, insbesondere Transport-, Wege-, Arbeits- und Materialkosten zu tragen. Aufwendungen, die der Mieter infolge einer Erhaltungsmaßnahme machen muss, hat der Vermieter in angemessenem Umfang zu ersetzen (§ 556a Abs. 3 BGB). Macht der Auftragnehmer zum Zwecke der Ausführung des Auftrags Aufwendungen, die er den Umständen nach für erforderlich halten darf, so ist der Auftraggeber gemäß § 670BGB zum Ersatz verpflichtet. Bestimmte Funktionen können Aufwendungsersatz verlangen, so der Verwahrer (§ 693 BGB), der Finder (§ 970 BGB), der Vormund (§ 1835 Abs. 1 BGB) oder der Kommissionär (§ 396 Abs. 2 HGB). Aus § 256 BGB ergibt sich für den Schuldner eine Verzinsungspflicht, wenn er Aufwendungsersatz zu leisten hat.
Bei der „großen Haverei“ nach § 588 Abs. 1 HGB ist von Aufwendungen die Rede, wenn die Schiffsbesatzung auf Anordnung des Kapitäns freiwillige Opfer zur Abwendung einer gegenwärtigen oder drohenden Gefahr macht. Auch hier ist der Rechtsbegriff der Aufwendung gemeint.

## Abgrenzung
Aufwendung und Aufwand weisen unterschiedliche Begriffsinhalte auf. Die Betriebswirtschaftslehre spricht überwiegend vom Aufwand, dessen grammatikalischer Plural Aufwände ist. Doch wird dies nicht konsequent angewendet, so dass meist von Aufwendungen die Rede ist (dem Plural des Rechtsbegriffs Aufwendung). Auch das Handels- und Bilanzrecht geht hierbei nicht konsequent vor, denn § 246 HGB spricht von „Aufwendungen und Erträgen“, die Gliederungsvorschrift des § 275 Abs. 2 HGB jedoch von „Materialaufwand“ und „Personalaufwand“ (§ 275 Abs. 2 Nr. 5 und Nr. 6 HGB); in § 275 Abs. 2 Nr. 8 HGB dagegen ist von „sonstige betriebliche Aufwendungen“ die Rede. 

## International
In der Schweiz ist von Aufwendung die Rede etwa beim Preisausschreiben (Art. 8 Abs. 2 OR), Nebenkosten bei Wohn- und Geschäftsräumen (Art. 257b OR), Unterhalt bei auswärtigem Arbeitsort eines Arbeitnehmers (Art. 327a OR) oder der Aufwendungsersatz des Maklers (Art. 413 OR).
Österreich spricht vom Aufwand unter anderem beim Auftraggeber (§ 1014 ABGB), bei der Geschäftsbesorgung (§ 1036 ABGB) oder beim Aufwandsersatz von anderen (§ 1042 ABGB).